# Système Rhésus
Pour les articles homonymes, voir Rhésus.

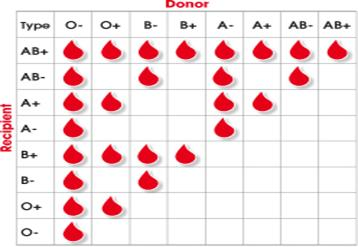
Diagramme de compatibilité des groupes sanguins

Le système Rhésus (parfois appelé groupe) est, avec le système ABO, un des principaux systèmes antigéniques érythrocytaires. Il doit son nom à un singe d'Asie du Sud-Est, Macaque rhésus (Macaca mulatta), qui servit d'animal d'expérience à la fin des années 1930 dans les recherches sur le sang. L'association du système antigénique érythrocytaire ABO et du système Rhésus définit les groupes sanguins.

## Description

### Généralités
Le système antigénique érythrocytaire (Rh) est l'un des 36 systèmes antigéniques érythrocytaires humains connus. C'est le deuxième système antigénique érythrocytaire le plus important, après le système antigénique  ABO.

### Antigène
Les globules rouges présentent à leur surface des antigènes qui varient suivant les personnes. Un antigène est une macromolécule naturelle ou synthétique qui, reconnue par des anticorps ou des cellules du système immunitaire d’un organisme, est capable de déclencher chez celui-ci une réponse immunitaire.
Le système rhésus fait référence spécifique à un de ces antigènes. Cet antigène est désigné par la lettre D,. La présence de cet antigène correspond au rhésus positif et l'absence de cet antigène correspond au rhésus négatif. Si du sang rhésus positif est injecté chez un individu rhésus négatif, celui-ci fabriquera des anticorps anti-rhésus, ceux-ci peuvent agglutiner du sang du macaque rhésus,, ainsi que des personnes Rh+.
Le système antigénique Rh comprend en réalité 49 variétés connues de l'antigène, parmi lesquels les cinq antigènes D, C, c, E et e sont les plus importants (D est le plus important). Le statut Rh(D) d'un individu est normalement décrit par un suffixe positif ou négatif après le type ABO (par exemple, une personne qui est A Positive possède l'antigène A et l'antigène Rh(D), alors qu'une personne qui est A Négative n'a pas l'antigène Rh(D)). Les termes facteur Rh, « Rh positif » et « Rh négatif » font uniquement référence à l'antigène Rh(D).

### Incompatibilité
Les transfusions sont possibles de Rh- vers Rh+ mais pas de Rh+ vers Rh-. Autrement dit, les personnes ne possédant pas l'antigène et dont le sang est mis en contact avec celui-ci vont développer une réaction immunitaire contre les globules rouges possédant l'antigène et les détruire.
Les anticorps anti-RHD sont des anticorps irréguliers de type IgG, acquis à l’occasion d’une transfusion ou d’une grossesse. Lorsque les globules rouges n’ayant pas l’antigène D, des anticorps contre cet antigène peuvent être produits par l’individu dans le cas d’une exposition.
Les anticorps aux antigènes Rh peuvent être impliqués dans des réactions transfusionnelles hémolytiques et les anticorps aux antigènes Rh(D) et Rh(c) confèrent un risque significatif de maladie hémolytique du fœtus et du nouveau-né.
La présence du seul antigène e (donc Rh+) entraîne chez une personne transfusée Rh- la production d'anticorps[réf. nécessaire] qui vont détruire ses globules rouges.

### Terme
Le nom Rhésus vient de l'extraction du premier sérum test obtenu à partir du sang de lapins traités avec des érythrocytes de singes rhésus (Macaca mulatta). Les scientifiques ont donc découvert par hasard ce groupe sanguin en premier chez les singes rhésus. 
Le terme « Rh » était à l'origine une abréviation de « facteur Rhésus ». Il a été découvert en 1937 par Karl Landsteiner et Alexander S. Wiener, qui, à l'époque, pensaient qu'il s'agissait d'un antigène similaire présent dans les globules rouges du singe rhésus. On a appris par la suite que le facteur humain n'est pas identique au facteur du singe rhésus, mais à cette époque, le « groupe Rhésus » et d'autres termes similaires étaient déjà largement utilisés dans le monde entier. Ainsi, bien qu'il s'agisse d'une appellation erronée, le terme survit.[réf. nécessaire]

### Origine
Certaines formes de molécules Rhésus se retrouvent dans la plupart des formes de vie. Le facteur Rhésus a une origine très ancienne. Il pourrait descendre d'une molécule appelée protéine de transport de l'ammonium (Amt). L'Amt se trouve dans tous les êtres vivants, y compris l'Archaea, qui est probablement la plus ancienne forme de vie sur Terre,. 

### Répartition
85 % des Suisses ont l'antigène RHD et sont donc rhésus positif. Les chiffres sont similaires dans la population française, 85 % des personnes sont rhésus positif contre 15 % rhésus négatif.

## Découverte
Il existe deux systèmes antigéniques érythrocytaires rhésus : le système antigénique + et -. L'existence de l'antigène rhésus, suspectée en 1939 par Philip Levine et Rufus E. Stetson, a été découverte par Karl Landsteiner et Alexander Solomon Wiener en 1940. Leur idée initiale était de mettre en évidence une communauté antigénique entre le singe et l'homme, par immunisation d'un animal afin d'obtenir un sérum test comme cela avait été fait antérieurement pour les antigènes M, N et P1 en 1927.
L'expérience a consisté à immuniser un cobaye lapin avec des érythrocytes de singes, et à tester le sérum de ce cobaye ainsi obtenu vis-à-vis de globules rouges humains.
Ils ont alors constaté que les globules rouges humains s'agglutinent ou non en présence du sérum de ce cobaye immunisé par des globules rouges de singe rhésus. Ce sérum contient des anticorps dit anti-rhésus. Ce même sérum donne une réaction d'agglutination avec les érythrocytes de 85 % environ des sujets testés dans la population caucasoïde. On dit alors que le sang de ces sujets est rhésus positif (Rh +) ou rhésus négatif (Rh -) dans le cas contraire.
Dans la réalité, on s'est rendu compte plus tard que ce sérum test ne reconnaissait pas exactement le même épitope que l'anticorps rencontré chez les sujets rh négatif immunisés décrits par Levine en 1939, et était en fait un anti-LW. Cette protéine fut nommée, sur proposition de Levine, LW (également ICAM4), faisant partie du complexe membranaire RH avec RHD, RHCE, Rh50 (RHAG), CD47, GPB (glycophorine B, système MNS) à la surface de l'érythrocyte, du nom des auteurs de cette expérience initiale, Landsteiner et Wiener. Cependant le nom d'origine, rhésus, qui avait déjà donné lieu à de nombreuses publications, a été conservé, et ne s'applique en fait plus à l'épitope initialement découvert, mais à l'épitope Rhésus D ou RH1 dans la nomenclature internationale.
En ce qui concerne les nomenclatures RH, il en existe trois, dont deux historiques, mais toujours utilisées.
La première, dite nomenclature Wiener, utilise Rh pour les Rhésus positif standard D et rh pour les rhésus négatifs. R et r représentent les gènes (écrits en italique ou soulignés), Rh et rh les phénotypes (antigènes en caractères romains). Wiener pensait que ce système ne comportait qu'un gène, à un seul locus, avec plusieurs allèles.
La seconde, dite nomenclature de Fisher et Race, est apparue lors de la découverte des autres antigènes du système C, c, E et e. D correspond à l'antigène Rh. Fisher (statisticien) et Race (immuno-hématologiste) raisonnaient sur trois gènes, à trois locus étroitement liés, avec 2 allèles chacun (D/d, C/c, E/e).
Il existait donc la correspondance suivante entre les haplotypes des deux nomenclatures, avec leur fréquence génique constatée en France : 
| Wiener            | R0    | R1    | R2    | Rz    |
| Fisher et Race    | Dce   | DCe   | DcE   | DCE   |
| Fréquence génique | 0,029 | 0,425 | 0,131 | 0,004 |

| Wiener            | r     | r’    | r"    | ry        |
| Fisher et Race    | dce   | dCe   | dcE   | dCE       |
| Fréquence génique | 0,390 | 0,013 | 0,006 | rarissime |

et la correspondance suivante des phénotypes : pour le génotype Wiener R1/r, le génotype Fisher Race DCe/dce et les phénotypes correspondants Rh1rh = DCcee. Inversement on remarquera qu'à un phénotype peuvent correspondre plusieurs génotypes possibles. Ainsi un sujet DCcEe peut avoir pour génotypes : DCe/DcE = R1/R2 (le plus fréquent en France), DCE/Dce = Rz/R0, DCE/dce = Rz/r, DCe/dcE = R1/r", DcE/dCe = R2/r', Dce/dCE = R0/ry, alors qu'un sujet ddCcee ne peut être que de génotype dCe/dce = r'/r.
La troisième nomenclature, actuelle (de R.E. Rosenfield et coll. au départ), numérique :
D = RH1, C = RH2, E = RH3, c=RH4, e = RH5, ... Cw = RH8...G = RH12 ...jusqu'à plus de 50.
Cette nomenclature, contrairement aux précédentes, ne préjugeait pas de la génétique sous-jacente. Il est maintenant connu qu'il y a deux locus avec le gène D ou d (gène d en fait inexistant) au premier locus RHD, et le gène CE synthétisant une protéine avec les deux épitopes (C-c, E-e) au second locus RHCE. Ces deux gènes, d'orientation opposée, les exons 10 étant proches, sont situés sur le chromosome no 1, en 1 p36.2-p34.
Ainsi, un sujet Rh1rh' (Wiener) sera DCCee (Fisher Race) et RH(1,2,-3,-4,5) maintenant.
Ces trois nomenclatures sont toujours utilisées dans le milieu transfusionnel, selon les endroits et les us et coutumes locales. Il est plus simple de demander un « R1 petit r » ou un « moins 3 » qu'un « Grand D, grand C, petit c, petit e, petit e » ou qu'un « RH 1, 2, moins 3, 4, 5 ». Bref, on pense en Fisher Race, on parle en Wiener (génotype probable) ou en numérique abrégé, en n'indiquant que les antigènes absents, et on écrit en numérique.

## Génétique

### Génétique moléculaire
Les protéines RH sont codées par deux gènes, RHD et RHCE, étroitement liés, située sur le chromosome 1 en 1p36.13-p34.3 séparés de 30 kilobases contenant le gène SMP1 (small membrane protein 1), orientés tête-bèche selon la séquence : centromère-....-5'-Rh box-RHD-3'-Rhbox-gène SMP1-3'-3'-RHCE-5' en 1p34.3-p36.13. Ces deux gènes, présentant 96 % d'homologie, sont composés de 10 exons chacun, les exons 1 à 7 codant 50 à 60 AA chacun, les exons 8 à 10 codant les 58 derniers AA C-terminaux. Une délétion de RHD est responsable du phénotype RH:-1 (dd). 
Un troisième gène homologue RHAG localisé sur le chromosome 6 en 6p11-p21.1 code la glycoprotéine associée au RH (Rh-associated glycoprotein) RHAG ou RH50, essentielle pour l'expression des antigènes Rhésus. Ce gène a dix exons répartis sur 30 kilobases. Quoique présentant une forte homologie, la glycoprotéine RHAG, dont la localisation du gène est différente, ne peut faire partie du système rhésus. 
Du fait de la forte homologie entre les deux gènes RH, indépendamment des mutations ponctuelles, expliquant par exemple le polymorphisme C/c (Cys16Trp, Ile60Leu, Ser68Pro et Sr103Pro), E/e (Pro226Ala) ou Cw (Gln41Arg) de la protéine RHCE, de nombreuses translocations ont eu lieu, de telle sorte que diverses molécules hybrides ont été observées, un ou des exons de l'un étant échangés avec les exons homologues de l'autre. Il existe ainsi, comme dans le système MNS, des gènes RH(D-CE-D), ou RH(CE-D-CE). Ces gènes hybrides expliquent les nombreux variants rencontrés dans le système Rhésus, certaines molécules ayant perdu un ou des antigènes, et en en ayant acquis d'autres. C'est ainsi que 54 antigènes différents sont homologués par la Société internationale de transfusion sanguine dans le système RH, du no 001 à 053, les nos 013 à 016, 024, 025 et 038 n'étant plus attribués à un antigène particulier.
Les deux protéines RHD et RHCE, de 417 AA chacune, se situent dans la membrane de l’érythrocyte qu'elles traversent à douze reprises, les C et N terminaisons étant intracytoplasmiques. Ces protéines ne sont pas glycosylées, mais portent 3 acides palmitiques intramembranaires.

### Génétiquemendélienne
Dans la nomenclature Fisher-Race, l'allèle D est évidemment dominant par rapport à d, dont nous savons maintenant qu'il s'agit d'une délétion. Les allèles C / c d'une part et E / e d'autre part sont codominants. Ainsi deux parents d / d ne pourront pas avoir un enfant D, RH:1, mais deux parents D / d (Rhésus positif standard D, RH:1) pourront avoir un enfant d / d (Rhésus négatif) avec une probabilité de 25 %. Deux parents C / c pourront avoir des enfants présentant l'un des trois génotypes possibles C / C, C / c ou c / c. Le même raisonnement s'applique aux allèles E et e. Il est évidemment plus simple de raisonner sur les haplotypes. Deux parents DCe / dce et DcE / dce pourront avoir des enfants DCe / DcE, DCe / dce, DcE / dce et dce / dce.
Cependant, comme dans pratiquement tous les systèmes de groupes sanguins (ABO, MNs, FY, JK, DO…), il est possible de rencontrer d'apparentes exclusions de paternité ou de maternité.
Il existe ainsi un rarissime haplotype RHnull dans le système Rhésus. Cet haplotype, qui ne synthétise aucune des deux protéines RH, ni RHD, ni RHCE, est noté RH:---. Supposons un père déterminé comme D+, C+, E-, c-, e+, c'est-à-dire possédant les antigènes D, C, et e, et ne possédant pas les antigènes c et E. Nous en déduisons le génotype vraisemblable de ce père comme étant DCe / DCe, ou DCe / dCe. Or, ce père, uni à une femme de génotype dce / dce, pourra avoir un enfant D-, C-, E-, c+, e+, c'est-à-dire ne possédant pas l’antigène attendu C. Cet enfant sera considéré à tort comme de génotype dce/dce. Nous constatons alors une apparente exclusion de paternité, l'enfant étant supposé avoir reçu un haplotype dce qui n'existe pas chez son père. Or ceci peut être parfaitement expliqué par le génotype DCe / --- de ce père, qui a transmis son haplotype « --- » à son enfant dont le génotype réel est dce / --- .
En conclusion, une anomalie apparente de transmission d’un groupe sanguin ne permet en aucune façon à elle seule de conclure à une exclusion de paternité ou de maternité. Une telle conclusion doit s’appuyer sur plusieurs systèmes, et maintenant sur la biologie moléculaire (analyse directe au niveau des chromosomes).

### Fréquences géniques
Les gènes RHD et RHCE étant étroitement liés, nous devons considérer la fréquence des haplotypes dans une population plutôt que la fréquence des divers allèles de chaque gène. Ces fréquences haplotypiques permettent de retrouver facilement les fréquences phénotypiques, selon le principe de Hardy-Weinberg visualisé par l'échiquier de Punnett, dans les populations concernées.
| DCe | 0.42791 | 0.4205 | 0.0602 | 0.7298 |
| dce | 0.39011 | 0.3886 | 0.2028 | 0.0232 |
| DcE | 0.13043 | 0.1411 | 0.1151 | 0.1870 |
| Dce | 0.02860 | 0.0257 | 0.5908 | 0.0334 |
| dcE | 0.00583 | 0.0119 | 0.0    | 0.0    |
| dCe | 0.01339 | 0.0098 | 0.0311 | 0.0189 |
| DCE | 0.00373 | 0.0024 | 0.0    | 0.0041 |
| dCE | 0.0     | 0.0    | 0.0    | 0.0036 |

Pour la France, les haplotypes DCe (0.42527) et DCwe (0.00264) ont été regroupés en DCe (0.4279)

## Problème d'un Du(RH1 faible) et autres variants

### Du
À l'origine, était considéré comme de phénotype Du un groupe Rhésus donnant de faibles réactions avec les réactifs habituellement utilisés pour déterminer le groupe sanguin RH1, D. Cette recherche était faite par une technique à l'antiglobuline, voire par une technique de fixation-élution. Compte tenu de l'amélioration des réactifs (anticorps monoclonaux, réactifs qui ont l'avantage d'être très puissants, mais l'inconvénient de ne concerner qu'un seul épitope par clone) et des techniques (filtration sur gel) le nombre de Du dépistés est maintenant très faible. En cas de réelle nécessité, la biologie moléculaire (B.M.) peut maintenant être utilisée, et montre très souvent qu'il s'agit en réalité d'un variant du gène RH1.
On a considéré très longtemps, avant la biologie moléculaire, qu'il s'agissait d'un antigène normal, mais en quantité moindre, donc à considérer comme positif. Cependant, non mis en évidence par une technique simple de groupage, le Du est souvent étiqueté comme négatif lors de la détermination du groupe rhésus de malades. Ceci n'a pas de conséquences graves, à l'exception de consommer beaucoup d'unités de sang rh négatif en cas de transfusion, ou de faire une injection inutile d'immunoglobulines anti-D chez une accouchée, si elle est Du avec un enfant Rh+.
Ne pas faire cette injection d'anti-D serait plus grave si la mère est rh négatif et l'enfant Du. Cette recherche de Du, faite pendant de nombreuses années (jusqu'au début des années 2000) à la naissance chez la mère et l'enfant, pour poser l'indication d'une prévention de la maladie hémolytique du nouveau-né par injection d'anti-D, n'est plus faite aujourd'hui, sauf cas particuliers de discordance de détermination de groupe, du fait de l'amélioration de nos réactifs monoclonaux.
Par contre, en tant que donneur de sang, il est absolument impératif de considérer le D faible comme Positif, car l'antigène Du est immunogène. Ceci explique le fait que certaines personnes peuvent être déterminées comme RH1 Positif (D) en tant que donneur de sang et RH1 Négatif (dd) en tant que malade susceptible d'être transfusé.

### D partiel
Chez un sujet D partiel la proteine est qualitativement anormale dû au manque d'epitopes mais son expression quantitatif reste normale.Par la suite, on s'est aperçu que certains sujets Rh positif, ou Du, pouvaient faire un anticorps anti-D. On les considère alors comme des D partiels, que l'on doit transfuser en rh négatif.
Depuis le début des années 2010, selon les réactions que l'on observe au laboratoire, le sujet concerné (peau blanche, noire…), les anticorps utilisés, et avec un peu d'expérience, le Du sera considéré soit comme Rh Positif, soit suspecté d'être un variant et donc un possible D partiel. Il sera alors contrôlé en biologie moléculaire, où sera révélée la mutation concernée. Si une réponse anticorps a déjà été observée chez de tels sujets transfusés avec des sangs Rh +, ce sujet sera considéré, en tant que malade, comme un rhésus négatif. Un commentaire accompagnera le résultat, car cette personne peut très bien être retrouvée Rh Positif sans aucun problème dans un autre laboratoire, tout dépend de l'anticorps monoclonal employé et de l'épitope reconnu. Ces sujets sont donc considérés comme receveurs Rh négatifs (RH:-1, dd) et donneurs positifs (RH:1, D) parfois seulement en dons de plasma ou plaquettes, le don de globules rouges risquant d'entraîner l'apparition d'un anticorps contre certains variants chez le receveur.
Le Du, ou du moins le phénotype considéré comme tel, est de plus en plus rare. En cas de discordance de résultats avec différents réactifs, un variant ou un « D partiel » susceptible de produire une réponse anti-D est le plus souvent suspecté, cas qui reste exceptionnel. Enfin, les antigènes associés C ou E trouvés chez un RH D négatif, compte tenu de leur fréquente association à l'antigène D, sont des indicateurs à surveiller.

### RH8
Encore dénommé antigène Cw dans la nomenclature Fisher-Race, de fréquence phénotypique de 1 à 9 % selon les populations (2 % chez les personnes à peau blanche), il s'agit d'une particularité de la molécule RHCE C+ (RH:2) le plus souvent (exceptionnellement d'une molécule ce), due à une substitution Gln41Arg. Cette particularité n'a aucune conséquence clinique, mais un anticorps anti-Cw naturel (c’est-à-dire apparaissant en dehors de toute immunisation par transfusion ou grossesse) et sans danger même en cas de transfusion, est souvent dépisté lors d'une recherche d'anticorps irréguliers (RAI).

### RH12
Cet épitope, nommé également rhG, est dû à la présence d'une sérine en position 103 tant sur la molécule RHD que sur la molécule RHCE de type C (RH:2), la molécule de type c (RH:4) ayant une proline en 103. L'antigène G (RH:12) est donc un antigène commun aux molécules D (RH:1) et C+ (RH:2). Rares sont les molécules D+ et G- ayant une proline en 103. Ceci explique la survenue d'immunisations dites anti D+C qui sont en fait très souvent des anti D+G.

### RH32
Antigène rencontré dans la population africaine, de fréquence phénotypique 1 %, il s'agit d'une molécule hybride due à un gène RH(CE-D-CE) dans lequel l'exon 4 du gène RHCE est remplacé par l'exon 4 du gène RHD. Cet antigène est également présent chez d'exceptionnels phénotypes D partiels de génotype RH(D-CE-D) où les exons -5 à 7 ou 5 à 9 de RHD sont remplacés par les exons homologues de RHCE. Les sujets RH32 homozygotes (de génotype RN/RN selon la nomenclature Wiener) peuvent présenter un anticorps immun (apparaissant après grossesse ou transfusion) et très dangereux contre l'épitope RH46 qu'ils ne possèdent pas. Or, cet épitope RH46 existe sur toutes les protéines RHCE qui ne sont pas RH32. On dit des antigènes RH32 et RH46 (tout comme RH2 et RH4 ou RH3 et RH5) qu'ils sont antithétiques : si l'un est absent, l'autre est normalement présent. Lorsqu'ils possèdent cet anticorps anti-RH46, les sujets RH:32,-46 ne peuvent plus être transfusés, sauf par des sangs de même phénotype. En France, ces sujets ont donc une carte nationale de groupe rare, et leur sang est conservé congelé à la Banque nationale de sang de phénotype rare à Créteil.

### RH20
Cet antigène, encore dénommé antigène VS, est rencontré dans la population noire, avec une fréquence phénotypique de 26 à 40 %. Il est dû à une substitution Leu245Val sur la molécule RHCE de type ce, ou sur la molécule hybride RHD-CE-D. Cet anticorps peut être naturel, et n'entraîne que des réactions cliniques mineures.

### RH en délétion
Certains haplotypes ne codent pas l'ensemble des antigènes attendus. L'antigène absent est remplacé par le signe — dans la nomenclature Fisher Race.
Les haplotypes RH en délétions pourraient faire croire à une exclusion de parenté, l'enfant ne possédant pas un haplotype attendu, ou paraissant posséder un haplotype non mis en évidence chez le parent lui ayant transmis l'un de ces haplotypes. De même, un parent RHnull de type régulateur peut transmettre un haplotype normal à son enfant, le problème génétique étant évident dans ce dernier cas.
- Délétions partielles : Dc-, DCw-, D--. Certains parmi les haplotypes D-- produisent un antigène Evans (RH37) de faible fréquence. Cet haplotype est noté D.. et produit les antigènes D (RH1), G (RH12), Evans (RH37), Dav (RH47) et un « RH total » (RH29).

- Délétion totale. Certains sujets, de groupe appelé RHnull, sont totalement dépourvus de substance RH. Cette particularité est due :
  - soit pour 20 % des RHnull de type dit « amorphe », à un haplotype RH silencieux en double dose. Cet haplotype noté RH : - - -, ne produit rien. La raison n'en est pas évidente dans la mesure où la séquence des transcrits RhCE, Rh50, et CD47 ne montre pas toujours d'anomalies ;
  - soit, pour 80 % des RHnull de type dit « régulateur », à un gène inhibiteur qui bloque l'expression des haplotypes RH normaux présents chez le sujet, haplotypes qui ne s'expriment pas mais qui seront transmis aux enfants. Ce gène inhibiteur code la protéine RHAG (pour RH-associated glycoprotein, anciennement RH50), et présente des mutations non-sens qui bloquent la synthèse. Cette protéine RHAG semble en effet indispensable à l'assemblage ou au cheminement intracellulaire de la protéine RH.

Ces deux types de RHnull sont indiscernables sérologiquement. On ne retrouve sur aucun l'antigène RH29, que l'on retrouve sur toutes les hématies qui ne sont pas RHnull. 
Ce phénotype entraîne le syndrome RHnull, caractérisé par une fragilité des hématies, marquée par une sphérocytose et une fragilité osmotique. D'où une anémie hémolytique chronique, souvent bien compensée (réticulocytose), mais dans certains cas pouvant nécessiter une splénectomie. Le tableau est en fait proche de la sphérocytose héréditaire, ou maladie de Minkowski-Chauffard. Mais la gravité de l'atteinte clinique, au sein d'une même famille, est très variable d'un sujet à l'autre.
Ces personnes posent un rarissime mais énorme problème transfusionnel. Elles peuvent être transfusées une fois, mais pas deux si elles produisent un anticorps. Hors leur famille, il sera très difficile de trouver un donneur compatible. Il est donc nécessaire, grâce à un protocole d'auto-transfusion, de conserver congelé le sang de ces personnes dans un centre national. Ou de faire appel aux autres centres nationaux de transfusion sanguine qui pourraient avoir de tels sangs congelés en stocks.

## Anticorps du système RH
Il s'agit toujours d'anticorps irréguliers. C’est-à-dire que l'absence de l'antigène n'entraîne pas la présence de l'anticorps correspondant (contrairement au système ABO où l'absence de l'antigène A ou B sur le globule rouge doit entraîner systématiquement la présence de l'anticorps dans le plasma).
Il peut s'agir d'allo-anticorps, chez le sujet sain, ou d'auto-anticorps dans les maladies et anémies auto-immunes.

### Allo-anticorps
Ces anticorps peuvent être naturels, c'est le cas le plus fréquent pour les anti-E et anti-Cw. Les autres anticorps de système RH sont le plus souvent immuns, c’est-à-dire qu'ils résultent de transfusions ou de grossesses. Il s'agit essentiellement des anti-D, anti-c, les plus fréquents et entraînant les conséquences les plus graves. Mais tous les autres anticorps, moins fréquents, peuvent se voir. Très souvent, associé à l'anti-D, nous trouvons un anticorps que nous identifions comme un anti-C. En fait, l'anti-C pur est très rare, et il s'agit souvent non pas d'un anti-C, mais d'un anti-G (anti-RH12) qui est une spécificité commune à la molécule D et à la molécule RHCE C+. L'anti-G reconnaît donc à la fois le D (RH1) et le C (RH2). Ainsi, ce que nous appelons un anti-D+C peut très bien être un anti-G, un anti-D+G, un anti-C+G ou un anti-D+C+G. Seules, des techniques de fixation-élutions permettraient de différencier ces divers anticorps, ce qui n'a aucun intérêt pratique dans ce cas. Nous rencontrons aussi dans le système RH des anticorps vis-à-vis d'antigènes composés, c’est-à-dire reconnaissant l'association de deux épitopes sur la même protéine : anti-Ce (RH7), anti-cE (RH 27), anti-ce (RH6, f), anti-CE (RH22), mais ne reconnaissant pas chacun de ces épitopes isolés. Ainsi, chez un sujet DCCee transfusé avec un sang DCcEe (de génotype DCe/DcE), nous pouvons avoir l'association de trois anticorps : anti-c + anti-E + anti-cE.

### Auto-anticorps
Les auto-anticorps chauds (en règle actifs à 37 °C, de type IgG) rencontrés dans les maladies auto-immunes, ont souvent une spécificité RH. 
La spécificité en est suspectée par les différences de sensibilité d'hématies normales. Les hématies de phénotype RH : EE, dépourvue de l'antigène e, réagissant moins que les autres, ou ne réagissant pas dans certaines techniques, par exemple, nous pouvons alors en conclure qu'il s'agit, dans ce cas, d'un auto-anticorps à spécificité préférentielle anti-e.
La preuve définitive pourrait en être apportée -ce qui ne présente aucun intérêt en pratique- par le fait que certaines hématies RH en délétion, de phénotype DC-, D--, ou --- (RHnull) ne réagissent pas du tout, et qu'elles ne possèdent donc pas l'épitope RH reconnu par ces auto-anticorps. Mais ces hématies rarissimes ne sont utilisées que pour l'identification d'allo-anticorps susceptibles d'entraîner des accidents transfusionnels.

## Intérêt clinique
La découverte du système Rhésus a permis de rendre plus sûre la transfusion sanguine, de comprendre et de prévenir les incompatibilités fœto-maternelles de groupe sanguin au cours de la grossesse.
La règle est qu'on peut transfuser des produits sanguins Rh - (qui ne contiennent pas l'antigène D ou RH1) à un individu Rh +, mais pas le contraire. L'individu Rh - fabriquerait des anticorps anti-RH1 (D) destructeurs des globules rouges Rh +, ce qui provoquerait un accident transfusionnel lors d'une nouvelle transfusion incompatible.
Il existe un risque d'immunisation au cours de la grossesse d'une femme Rh - par un fœtus Rh + dans certaines circonstances :
- au cours de l'accouchement ;
- au cours d'une interruption volontaire de grossesse ou d'une fausse couche spontanée ;
- lors d'une manœuvre pouvant faire recevoir à la mère du sang du fœtus (traumatismes, accident de la circulation...) ;
- en cas d'une amniocentèse ou d'une biopsie de trophoblaste ;
- lors d'une version par manœuvre externe ;
- lors d'une hémorragie au cours de la grossesse.

Dans ces cas, la mère doit recevoir rapidement, dans les 48 heures (ou 72 heures au plus tard, l’efficacité diminuant rapidement au-delà) des immunoglobulines anti D (RH1) qui préviennent sa possible immunisation afin de pouvoir mener sans encombre une grossesse ultérieure. D’où le nom de prévention de la maladie hémolytique du nouveau-né donné à cette méthode. Les immunoglobulines anti-D entraînent d’une part la disparition rapide des globules rouges fœtaux de la circulation maternelle, par hémolyse intra ou extra-vasculaire, disparition qui peut être mise en évidence par le test de Kleihauer, et bloquent d’autre part la réponse immunitaire primaire. Ainsi, l'organisme de la mère ne garde pas la mémoire immunologique de son contact avec l’antigène RH1, D.
Maintenant que cette prévention est faite systématiquement à la naissance, et est même recommandée à la 28e semaine de grossesse, nous observons beaucoup moins d'incompatibilités par anti-D. Mais nous observons toujours des incompatibilités par anti-c (donc chez des femmes Rhésus + DCCee, accouchant d'un enfant hétérozygote DCcee) et anti Kell. D'où la règle transfusionnelle de respecter la totalité des phénotypes Rhésus et Kell pour la transfusion chez une fille ou une jeune femme.

## Distribution statistique
En France, leur répartition est la suivante, par groupe sanguin :
| Groupe sanguin | O    | A    | B   | AB  |
| Rhésus +       | 36 % | 38 % | 8 % | 3 % |
| Rhésus -       | 6 %  | 7 %  | 1 % | 1 % |

La région du monde qui compte la plus forte proportion de rhésus négatifs est le Pays basque.